# 梁煥奎
梁煥奎（1868年—1931年），字璧垣，号星甫。长沙府湘潭人。清朝政治人物、实业家。
1896年任湖南矿务局文案。受维新思潮影响致力于发展湖南矿业。1899年，筹资接办益阳板溪锑矿，将其改组为久通公司。1903年，任湖南留学生监督，创办湖南高等实业学堂，参加光緒二十九年癸卯經濟特科，后任湖南矿务总局提调。1908年在长沙成立华昌炼锑公司任董事长。1918年破产，后长期寓居上海。